# Gymnázium Hranice
Gymnázium Hranice je nejstarší střední školou v Hranicích a hranickém regionu. České městské gymnázium bylo založeno v roce 1871. Od 1. září 1993 poskytuje škola vzdělání v šestiletém a čtyřletém studijním programu. Současné pojetí studia na Gymnáziu Hranice má povahu všeobecného studia, nedochází již ke klasickému dělení tříd na větev humanitní, přírodovědnou a technickou. Studenti se mohou podle svého zájmu a své budoucí profesionální orientace rozhodnout pro výběr volitelných předmětů z rozsáhlé nabídky, přičemž další profilace našich studentů je umožněna i volbou předmětů nepovinných. 

## Historie
České městské gymnázium bylo založeno již v roce 1871. Přes všechny snahy a vlastenecké nadšení českých měšťanů bylo hmotné břemeno zatěžující město příliš veliké, a proto souhlasili s jeho přeměnou na německé se státní správou. Zpočátku měla škola české pobočky, které byly ve školním roce 1876/77 zrušeny. Německé gymnázium existovalo téměř padesát let do roku 1923.
Historií vzniku a vývoje gymnázia v Hranicích se zabýval poprvé německý ředitel Josef Mikusch v roce 1875. Pramenem poznání dějin českého gymnázia se stala první výroční zpráva ředitele Emila Cigánka z roku 1913, výroční zpráva k 10. výročí založení gymnázia od profesora Rudolfa Lišky a stať ředitele Emila Cigánka „Deset let našeho Ústavu za republiky“. Významný byl i Almanach k 25. výročí (školy) z roku 1937, který zachycuje historii a život české i německé školy, a Almanach ke 100. výročí gymnázia z roku 1971. Na konci každého školního roku byly vydávány výroční zprávy – německé do roku 1922 a české do roku 1946, později výroční zprávy za pětiletí.
Po roce 1989 gymnázium získalo 1. ledna 1991 právní subjektivitu. Zvýšila se motivace pro výuku cizích jazyků. V letech 1990 a 1991 byly přijímány třídy se zaměřením přírodovědným, všeobecným a humanitním, ale od roku 1992 již jen se zaměřením všeobecným. Zdůrazňuje se výuka mateřského jazyka, angličtiny, němčiny, ruštiny a francouzštiny, z nichž dva jazyky si žáci volí povinně. Systém volitelných předmětů ve druhém až čtvrtém ročníku umožní studentům specializaci na předměty potřebné pro zvolení vysoké školy. Důkazem zájmu o jazyky jsou návštěvy pedagogů a žáků v holandském městě Voorburgu a rakouském Grazu, Vídni, Velké Británii a Londýně, kde se seznamují nejen se zajímavostmi zemí, ale i jejich školami a vyučováním v nich.
Od 1. září 1993 má škola charakter víceletého gymnázia. První třída gymnázia tohoto typu byla otevřena v budově základní školy Osecká v Lipníku nad Bečvou jako elokovaná třída hranického gymnázia. V průběhu roku získala škola povolení ministerstva školství zahájit šestileté gymnázium v Hranicích při zachování sedmileté výuky v Lipníku nad Bečvou. První třída šestiletého gymnázia byla otevřena 1. září 1994 pod pracovním názvem V1.A v Hranicích.

## Současnost
Do roku 2020 prošla škola rekonstrukcí, při níž byly vyměněny okna a opravena fasáda. Má 2 učebny pro výuku informatiky, v dalších třídách interaktivní tabule, jazykovou učebnu, laboratoř biochemie a fyziky s počítači, speciální učebnu ZSV i chemie, ve třídách jsou buď dataprojektory, nebo velké televizní obrazovky. V půdní vestavbě jsou umístěny třídy se zaměřením uměleckým, a to hudebním a výtvarným. Součástí komplexu budovy školy je moderně vybavená sportovní hala.

### Život studentů
Kromě povinných a volitelně povinných předmětů se studenti účastní různých sportovních kurzů (lyžařský, turistický, vodácký), ale také soutěží v nejrůznějších olympiádách: v českém, anglickém, ruském, německém, francouzském i španělském jazyce. Škola klade na výuku jazyků velký důraz. V soutěži Gympl roku se ve školním roce 2012/2013 Gymnázium Hranice umístilo v Olomouckém kraji na pátém, o rok později na šestém místě.

### Projektová činnost
Od roku 2000 se škola zapojila, nebo přímo řídila řadu projektů, které byly financovány jak z evropských fondů, tak ze státního rozpočtu České republiky. Mnoho z těchto projektů bylo zaměřeno na spolupráci se školami v zahraničí. Například projekty Comenius a v současnosti projekty Erasmus+. Některé projekty byly zaměřeny na rozvoj komunikačních dovedností studentů a učitelů v anglickém jazyce. V rámci projektu Erasmus+ ve spolupráci s Chorvatskem a Slovinskem vytvořili studenti hru "ESCAPE ROOM Zikmunda Freuda".

## Známí absolventi
- Jiří Brdečka (1917–1982) – spisovatel, scenárista, režisér animovaných filmů, výtvarník
- Armin Delong (1925–2017) – vědec, fyzik
- Vladimír Kostřica (1933–1998) – univerzitní profesor, vedoucí katedry slavistiky, prorektor UP v Olomouci
- Milan Hein (* 1946) – herec, moderátor, majitel Divadla Ungelt
- Marta Skarlandtová-Heinová (* 1948) – hlasatelka, tlumočnice, překladatelka
- Boris Carloff (vlast.jm. Milan Havrda) (* 1974) – zpěvák, textař, hudební skladatel, hudební producent
- Petr Marek (* 1974) – hudebník, filmový režisér, frontman skupiny Midi lidi
- Tomáš Pospěch (* 1974) – fotograf, historik umění a kurátor
- Josef Maršálek (* 1982) – pekař a cukrář, autor knih s cukrářskými recepty